# Ranunculus volkensii
Ranunculus volkensii är en ranunkelväxtart som beskrevs av Adolf Engler. Ranunculus volkensii ingår i släktet ranunkler, och familjen ranunkelväxter. Inga underarter finns listade i Catalogue of Life.